# Aplopsora
Aplopsora — рід грибів родини Chaconiaceae. Назва вперше опублікована 1921 року.

## Класифікація
До роду Aplopsora відносять 6 видів:
- Aplopsora corni
- Aplopsora dicentrae
- Aplopsora hennenii
- Aplopsora nyssae
- Aplopsora qualeae
- Aplopsora tanakae